# 八幡市立男山中学校
八幡市立男山中学校（やわたしりつ おとこやまちゅうがっこう）は、京都府八幡市八幡柿木垣内にある公立中学校。略称「男中」（おっちゅう）。

## 概要
八幡市立男山中学校は、八幡市中心部を含む地域を主な校区とし、学校周辺には、市役所や警察署、郵便局、病院など公共施設が立地する。石清水八幡宮をはじめとして、飛行神社や高良神社など寺社も多く校区に存在し、昔からの門前町としても機能している。昭和20年代、30年代には、当時の八幡町にあった地域的特性も相まって多数の長期欠席者が存在し、京都府唯一の夜間中学校（後述）が設置されたり、極楽寺事件（後述）が発生したりした歴史を持っている中学校である。
校舎は校地北側にある4階建ての建物2棟からなり、体育館と柔剣道場が校地の西側に設置されている。他の市立中学校と同様に制服は指定のものを着用し、プール学習は導入されていない。読み、書き、計算を計画的に取り入れた「モジュール学習」を毎朝20分間実施している。

## 歴史

### 学校の創立
戦後の教育改革により男女共学、六・三・三制度が導入され、高等教育につながらない選択肢が多い複線的な中等教育を整理した新制中学校が新設されることになった。現在の八幡市域でも新制中学校が設置され、1947年5月、八幡町立八幡中学校（生徒数348人8学級）、有智郷村都々城村組合立有都中学校（生徒数224人5学級）が開校した。京都府下の新制中学校は5月5日に一斉に開校式を行った所が多かったが、八幡中学校は5月10日に、有都中学校は新憲法実施日の5月3日に開校した。
しかし、制度先行のもので両校ともに独立した中学校としての校地は無く、八幡中学校は八幡小学校の旧高等科の校舎を使用し、有都中学校は有智郷小学校の校舎を使用したものであった。校舎は手狭で、勉強道具の不足も深刻であった。
その後、当時の日本を占領していた米軍政府の方針により、全国的に中学校の独立校舎を建設する必要性に迫られた。連合軍京都軍政部は1949年1月、新制中学校を1949年度から独立校舎化することを命じた。京都府も1948年8月頃から小規模中学校の統合を推進する「中学校のブロック制」（人口1万人以上に1中学校を原則とする方針）を打ち出し、小規模中学校の統合を強硬に指導していった。この府の指導に伴い、1949年4月、両校の統合校として組合立男山中学校が開校した（生徒数807人20学級）。しかし、八幡町は自主財源が乏しく財政難であったため、男山中学校が八幡小学校の仮使用である状態はそのままで、有都中学校も有智郷小学校を仮使用する形で男山中学校有都分教場として存続した。遅れること翌1950年、男山中学校は独立した校舎・校地に移転し、有都分教場は廃止され、八幡町・有智郷村・都々城村で1校の組合立男山中学校となった。独立校舎・校地への新築・移転の実現により、名実ともに男山中学校が開校したといえる。
1954年には1町2村の合併による新制八幡町誕生（人口1万6130人）に伴い、八幡町立男山中学校へ改称された。1958年には約1000万円（うち補助金271.5万円）をかけて運動場北側180坪に鉄骨造りの体育館が建設された。当時これは八幡町の総予算の15％を占める事業であった。

### 夜間中学校
第二次世界大戦終戦後には、学齢期にもかかわらず生活困窮などの理由から昼間に就労や家事手伝いなどを余儀なくされた長期欠席者が多数存在した。新制度が発足した1947年には、小中学校の長期欠席者が全国で100万人にも及んだとされている。戦後の混乱期を過ぎると義務教育における長期欠席者への対策が考えられ始めたが、外部からの差別により社会的・経済的下層に置かれていた同和地区の児童・生徒は依然として働かざるを得ない状況におかれ、学校にも行けない教育以前の問題であった。
1952年4月25日、多数の長期欠席者に憂慮した同和地区の有志と八幡小学校の教諭らが協力して長期欠席者を対象とした「八幡区青少年補習学院」を開校し、夜間（毎週月・水・金曜日の19時半-21時）に公会堂で学校の授業の補習・復習を行った。勉強内容は、小学生は2学年ずつに分かれてその日に習った勉強の復習を行い、中学生はそろばんであった。補習学院では教諭らの指導を伴う自習活動だけでなく、道徳的な教育も行われ、学校嫌いの子供や経済的な事情で登校できない子供を迎えるように仕向けた。補習学院は無償・無給の奉仕活動として行われ、事業資金は区内の協力委員9人と区長ほか6人の顧問が毎月100円ずつ出し合って賄われた。
補習学院の参加者は4月の開校当初こそ30人程度であったが、7月の初めには200人（うち中学生約30人）を超える水準へと増加した。1954年からは青少年問題協議会・社会福祉協議会などが協力して家庭の理解を深めるとともに、夜間の「補習学院」に加えて昼間の学校の出張教室として「訪問授業」を開始し、更には家庭訪問による登校の勧誘も行い、児童に勉強への関心を高めるように努めた。
このように外部も巻き込んで行われた奉仕活動により、児童の生活態度や成績が大幅に改善するなどの成果を上げ、八幡小学校の長期欠席者は減少していった。
しかし、男山中学校の長期欠席者は依然として多く、1957年秋に八幡町教育委員会や八幡町社会福祉協議会などが中心となって「長欠生徒対策委員会」が設立された。同委員会は長欠生徒の家庭訪問を行い、長欠理由の調査をした。その結果、長欠生徒の意見として、「1、学校は嫌ではないが長く休んでいるので行きにくい。 2、家庭の事情から昼は勤めに出ている。 3、長欠生徒ばかりの学校を作ってほしい。 4、中学校を出てもすぐに仕事に間に合わない。」などの理由が判明し、この意見を中心に夜間中学校の設置を協議した。協議の結果、翌1958年7月、同委員会の会合で夜間中学校の設置が決定し、開校時期については「会合で任命された専任の指導主事が勧誘活動などを行い、学習熱が帯びた段階で開校する」とされた。
1959年5月15日から特設学級（高等学校の「定時制の課程」とは異なる）として、長期欠席者42名を対象に二部授業（夜間中学校）が開設された（週3日、19時-21時半）。
これは京都府初の夜間中学校の開校であり、5年後の廃止まで府内唯一のものであった。1960年3月には出席状況の良い生徒11人に対し、夜間中学校の1年ごとの修了証書が授与された。また、法的には認められないながらも、八幡町教育委員会の全面的な協力もあり、1960年4月からは週5日制に移行し、出席生徒も連日20人を超える状況となった。1961年3月には生徒2名に対して夜間中学校の卒業証書が授与された。
夜間中学校の卒業証書の授与や遠足の実現などの努力もあり、夜間中学校への出席率は次第に向上してきたが、特設学級として開設された「法に無い学校」であったため苦労も多かった。例えば、1963年1月に京都府南労働基準監督署が山城地方の事業所（金糸工場など）の一斉立ち入り検査を行った際に、15歳未満の女子生徒が工員として働いていたため事業主が摘発され、男山中学校の生徒4人が解雇されるという事態が起こった。その際夜間中学校の生徒や保護者の間では、違法性のみを考慮し、やむを得ない就労に対して保障も行わない当局に対して非難の声が寄せられた。解雇された4人は、教員に対してかわりの職場を世話するよう訴えた。
同和地区の夜間中学生の中で、摘発を受けたのは4人であったが、摘発の可能性のある生徒は他に13人いた。男山中学校では当局の対応に対して非難の声が寄せられたことから、当局と交渉するという方針が出された。特にこの事件の後、夜間中学生達が「先生に働いていることを言ったからバレた」と感じ、働いていることを教員に隠そうとするようになるなど学校への不信感が強まったため、全教員が分担して該当生徒の家庭訪問を行い、問題点の調査が行われた。
1963年3月、男山中学校の夜間中学校卒業生9人に、念願の昼間と同一の卒業証書が授与され、名実ともに中学校卒業の資格が与えられた。そのうち5人は、学校の斡旋によって会社への就職を果たしている。夜間中学校は補習の役割だけでなく、就職斡旋の役割も担うこととなった。
一定の成果を上げた夜間中学校であったが「法に無い学校」としての弊害も大きく、学習効率も悪かったため、1964年5月31日に二部授業（夜間中学校）は廃止となり、翌日（6月1日）からは昼間の補習科（午前8時-11時半）に移行した。生徒は町内に職場を持つ女子13人で、校外の公共施設などで特別なカリキュラムで英語を除く各教科を教えるスタンスであったが、社会の経済状況の向上もあって役目を終え、翌年1965年5月30日には補習科も廃止となった。男山中学校における長期欠席者に対する取り組み（1951年に167人いた長期欠席者が14年間で数人に減少）は長欠児童生徒援護会（黄十字会）に認められ、「長欠生徒対策努力校」として表彰を受けた。
戦後夜間中学校は全国的に増加の一途をたどり、1955年の文部省の通達をピークに減少していったが、男山中学校の夜間中学校はピークから遅れた1959年から1964年の設置となった。不就学・長期欠席生徒の減少による補習科廃止後も、「促進学級」「学習相談室」と改称しながら学力底辺層に対する補習活動は続けられていった。

### 極楽寺事件
夜間中学校が設置されていた頃の男山中学校は長期欠席者が多数存在しただけでなく、出席者の学力格差や進路格差などの問題も持っていた。1962年11月2日、男山中学校で同和地区に対して差別的な教育が行われているとして、極楽寺に京都府教育委員会の責任者が呼ばれ糾弾される事件が発生した。同和地区側はこの集会だけでなく、それまでに存在したと糾弾する差別事件全体を極楽寺事件（第一次男山中学校差別事件）と呼んでいるが、この事件の発端は、同年9月1日にさかのぼる。

#### 事件の発端
1962年9月1日（土曜日）、2学期の始業式に登校したある生徒（同和地区在住）を担任教諭が激しい言葉で叱責し、殴打する事案が発生した。翌々日（月曜日）、その生徒は登校拒否したため、生徒の父母が来校し、担任を変えるよう学校に要求した。しかし、担任は謝罪せず面会を拒否したため、父母は地区の区長と育友会副会長とともに再度学校へ抗議に行った。それに対し担任教諭は「きつくなでただけ」などと弁明した。
これらの学校の対応を受け、同和地区の区長はこの事件を「学校側が行っている差別的教育の姿勢が氷山の一角として表れた」と捉え、「同盟休校も辞さない」と厳しく抗議した。校長はこの抗議を受け、緊急職員会議を開くこととなった。
担任教諭がその生徒をなぐる原因となったのは、「部落実態調査」であった。1961年、部落解放を要求する請願運動が全国的な規模で展開されていた。京都府での請願運動の過程で、自民党府議による差別事件が発生した。この事件をきっかけに、知事及び府議会は、同和行政の遂行を宣言した。この宣言を具体化するために、府下の同和地区の生活実態調査を行うことになった。そのため、男山中学校には調査の依頼が来ており、教師も協力することになったのである。
男山中学校では調査前日に打ち合わせ会議が行われ、この調査が賃金・仕事・婚姻・住居の状況・疾病など、同和地区の人々の生活基盤を詳しく調べるものであること、直接夜間に家庭訪問を行い、面接を行うことが確認された。時間がかかり、負担も大きいことから、1教員あたり3世帯を受け持つこととなった。こうして同和地区670世帯のうち、160世帯の調査が小中学校の教員によって行われることになった。
しかし、事件を起こした担任教諭はその会議に欠席しており、家庭訪問は行わず、対象生徒に調査票を直接渡し、家で書いてくるように指示をした。夏休み明けの9月1日、調査票を出すように言ったところ、その生徒は紛失していたため、これに怒って殴ったのであった。
9月4日の臨時職員会議の結果、校長・教頭・学年主任が担任教諭の説得を行い、担任教諭は地区の区長・育友会副会長、殴った生徒の父母の所へ行って謝罪をした。担任教諭の謝罪により、事件は解決したと思われたが、同和地区側は担任教諭個人の問題ではなく、同和地区の生徒に対する根本的な差別の解消には至っていないという認識であった。

#### 当時の学校の状況
同和地区側が差別の解消に至っていないと主張する理由には、当時の男山中学校の「すしづめ教育」、「コース別編成」、「カツ入れ教育」が挙げられている。
事件が起こった1962年の男山中学校の生徒数は1,112人で、うち同和地区の生徒は260人いた。1クラスあたりの生徒数は一番多いクラスで58人にもなり、過密状態であった。しかし、実際の出席生徒数は長期欠席者など（学年で68名）が登校していなかったため、1クラスあたり50名前後であった。そのため男山中学校は1クラスあたりの人数を増やして学級数を21に圧縮していた。京都府教育委員会には公式の学級数の23学級と報告し、水増しで予算や教員を確保していた。
1955年度の入学生は344人であったが、3年後に卒業できたのは280人で、64人の生徒が長欠・不就学で卒業保留になっている。また、1956年度から1961年度までの5年間で、学齢超過のために除籍された生徒は101名もいた。除籍された生徒のほとんどが同和地区の生徒であった。1963年度卒業生の進路について見てみると、同和地区外の生徒は進学186人（64％）就職106人（36％）であるのに対し、同和地区は進学18人（26％）就職52人（74％）で、進学と就職の割合が完全に逆転していたことが分かる。1960年には京都府の同和地区に在住する中学生の約70％が就職していたとされるが、男山中学校でもそのような傾向が見られた。
男山中学校はそのような進路状況のため、3年生になると教科選択制の学級編成を行っていた。コース別編成は、英語・数学を学ぶ「進学コース」5学級、「就職コース」（商業・技術・家庭が各1クラス）3学級となっていた。コース選択は生徒の希望制だったが、実際には成績の悪い生徒や経済的に進学できない生徒は就職コースに回され、進学コースには同和地区の子供はほとんど入っていなかった。教師や進学コースの生徒・親からは勉強がはかどるため好評で支持する声があがっていた。一方就職コースでは、学力の下層の者が集まり授業は成立していない状況で、学校の秩序を守るため、生徒をおどしたり殴ったりする行為が横行していた。職員室では「同和地区の子だから仕方ない」といったことが平気で語られていた。
事件を受けて同和地区側は、「同和教育の内容が差別的なコース別クラス編成であったり、子供がおかれている社会的背景を見ずに暴力で解決したりしている。事件はそのような学校の状況から発生した」と糾弾した。

#### 事件後明らかになったこと
1962年11月2日に極楽寺で行われた糾弾集会や男山中学校の報告書により、同和地区の生徒の実態が明らかになり、府の同和教育に影響を与えた。

#### 進路状況の一覧
| 年度     | 生徒数 （人） | 学級数 （クラス） | 卒業者 総数（人） | 国公立高校 進学者数（人） | 私立高校 進学者数（人） | 進学率(％) | 進学率(％) | 進学率(％)      | 就職率(％) | 就職率(％) |
| 年度     | 生徒数 （人） | 学級数 （クラス） | 卒業者 総数（人） | 国公立高校 進学者数（人） | 私立高校 進学者数（人） | 全体       | 同和地区   | 同和地区 を除く | 全体       | 同和地区   |
| -------- | ------------- | ----------------- | ----------------- | ------------------------- | ----------------------- | ---------- | ---------- | --------------- | ---------- | ---------- |
| 1965年度 | -             | -                 | -                 | -                         | -                       | 56         | 17         | -               | -          | -          |
| 1966年度 | -             | -                 | -                 | -                         | -                       | 62         | 28         | -               | -          | -          |
| 1967年度 | -             | -                 | -                 | -                         | -                       | 69         | 34         | -               | -          | -          |
| 1968年度 | -             | -                 | -                 | -                         | -                       | 68         | 36         | -               | -          | -          |
| 1969年度 | -             | -                 | 257               | 84                        | 102                     | 74         | 43         | 90              | 23         | 47         |
| 1970年度 | -             | -                 | 284               | 147                       | 75                      | 80         | 61         | 89              | 15         | 28         |
| 1971年度 | -             | -                 | 245               | 124                       | 82                      | 86         | 81         | 88              | 11         | 23         |
| 1972年度 | -             | -                 | 185               | 113                       | 51                      | 91         | 84         | 94              | 10         | 19         |
| 1973年度 | -             | -                 | 221               | 133                       | 55                      | 89         | 81         | 92              | 11         | 14         |
| 1974年度 | -             | -                 | 248               | 153                       | 63                      | 88         | 69         | 95              | 5          | 18         |
| 1975年度 | -             | -                 | 158               | 78                        | 52                      | 84         | 67         | 91              | 10         | 19         |
| 1976年度 | -             | -                 | 181               | 97                        | 57                      | 84         | 67         | 91              | 7          | 15         |
| 1977年度 | -             | -                 | 180               | 102                       | 48                      | 85         | 73         | 93              | 10         | 18         |
| 1978年度 | -             | -                 | 207               | 119                       | 77                      | 95         | 88         | 98              | 3          | 8          |
| 1979年度 | 682           | 19                | 239               | 149                       | 81                      | 97         | 93         | 99              | 2          | 6          |
| 1980年度 | -             | -                 | 214               | 118                       | 75                      | 91         | 82         | 94              | 4          | 9          |
| 1981年度 | 840           | 21                | 230               | 146                       | 56                      | 90         | 83         | 92              | 6          | 10         |
| 1982年度 | -             | -                 | 305               | 183                       | 81                      | 88.5       | 72.3       | 93.0            | 5.6        | 15.4       |
| 1983年度 | 1036          | 29                | 314               | 156                       | 91                      | 81.5       | 57.1       | 86.8            | 5.1        | 10.7       |
| 1984年度 | -             | -                 | 343               | 191                       | 104                     | 89.5       | 83.1       | 91.2            | 4.1        | 5.6        |
| 1985年度 | 1103          | 31                | 367               | 189                       | 121                     | 90.5       | 76.9       | 92.8            | 2.8        | 5.8        |
| 1986年度 | 1094          | 31                | 326               | 175                       | 105                     | 89.0       | 70.2       | 92.1            | 2.8        | 10.6       |
| 1987年度 | -             | -                 | 386               | 191                       | 141                     | 87.8       | 77.5       | 90.2            | 2.8        | 10.6       |
| 1988年度 | 1119          | 31                | 358               | 213                       | 95                      | 89.7       | 83.0       | 90.8            | 2.0        | 5.7        |
| 1989年度 | 1109          | 31                | 355               | 204                       | 113                     | 92.7       | 84.3       | 97.4            | 2.5        | 5.9        |
| 1990年度 | -             |                   | 364               | 196                       | 134                     | 92.6       | 89.1       | 93.3            | 2.7        | 6.2        |
| 1991年度 | 945           | 27                | 343               | 194                       | 120                     | 93.6       | 92.5       | 93.8            | 3.2        | 7.5        |
| 1992年度 | 868           | 25                | 311               | 171                       | 115                     | 93.9       | 86.0       | 95.1            | 0.3        | 2.3        |

### 学校の近代化
1960年代の男山中学校は木造校舎の改築が行われるなど、設備面の近代化が進められた。1962年2月には教室の不足を補うため、約1500万円を要して町立学校初となる鉄筋コンクリート校舎（2階建て6教室）が北側に増築された。1963年からは5カ年計画で、全ての校舎を鉄筋コンクリート校舎に建て替える事業が行われた。都市化による生徒数の増加が予想されたことや、最大58名を収容（1962年）してすし詰めと称された1学級あたりの生徒数を引き下げることにより、多くの教室が必要になったことが背景にある。1963年度予算の場合、男山中学校の校舎改築や八幡小学校のプール新設など、建設事業費に多くの予算が費やされた。既存校舎を使用しながらの改築工事となったため、第2期工事（1964年11月竣工）、第3期工事（1966年3月竣工）と分けて行われ、1967年3月には第4期工事が竣工し全ての校舎の鉄筋コンクリート化が完了した。1970年の冬にはこれまで使用されていた石炭ストーブに代わって石油ストーブを導入が導入された。
また、1960年代は義務教育の無償化の理念を実現すべく、教科書の無償給付が開始された。1967年度入学生から教科書が国の負担で無償給付されることとなったが、八幡町では町が独自に負担することにより、1年先駆けて1966年度入学生から無償給付が開始された。1967年度には1,2年生に拡大し（1年生は国、2年生は町の負担）、1968年度には全学年の教科書の無償化（1、2年生は国、3年生は町の負担）が実現した。1973年4月には修学旅行に5000円を助成する事業が開始されたが、この事業も義務教育の無償化へ向けた対策であった。

### 人口急増期
1970年代に入ると、八幡町では男山団地の開発が主因となって住宅開発がさかんに行われ、中学校を相次いで分離した。1972年の男山団地入居開始に伴い、町内2番目の中学校として男山第二中学校が分離・開校した。新たに造成された男山団地だけでなく、それまで男山中学校の通学区域であった有智郷小学校、都々城小学校（現在の八幡市立有都小学校）も男山第二中学校の校区に編入されることとなった。その理由は、「1、男山中学校の生徒数が増え、教室が不足するが、校地が狭くて増築できない。2、男山団地内の生徒数がまだ70名程度と少なくて小規模すぎ、分校扱いとなり校長が配置されない可能性がある。3、男山中学校から男山第二中学校へ校区を変更しても通学距離はほとんど変わらない。」ためであった。男山第二中学校の分離により、男山中学校の生徒数が605人（19学級）へと約200人減少し、過密解消に貢献した。
1975年には男山団地北部に町内3番目の中学校となる男山第三中学校が開校し、「男山中学校は生徒数増加で将来的に教室不足が見込まれ、橋本地区からは新設校の方が近い」との理由から橋本小学校の校区を男山第三中学校に変更した。校区変更により橋本地区からの電車通学が解消され、現在の男山中学校の校区が確立された。1970年代の男山団地の開発をはじめとする急激な人口増加の結果、八幡町は1977年10月に市制施行し、同時に八幡町立男山中学校から八幡市立男山中学校に改称した。

現在の男山中学校（グラウンド南側の門から撮影）

1970年代に男山第二中学校、男山第三中学校と分離を重ねたが、1980年頃には生徒数増加が問題となった。男山中学校の場合、1979年度に生徒数が682人（19学級）であったのが2年後の1981年度には840人（24学級）に増加し、更にそのまま推移すれば1985年度に1150人（32学級）への増加が見込まれた。
しかし、当時の男山中学校（現在の馬場市民公園）は旧市街地のほぼ中心部に位置し、男山第三中学校の約半分の面積である15,295㎡と狭く、北側は人家、東側は道路、南側は善法律寺の境内であり、拡張が不可能な状態であった。また、西側は山の斜面で日照時間が短いうえに湿気が多く、がけ崩れの危険があった（昭和36年梅雨前線豪雨や昭和47年7月豪雨などの際に土砂崩れが発生している）。そのため、これらの問題を解決するために現在地への新築・移転が決定し、1981年6月の市議会第2回定例会で移転新築校舎設計費2310万円が計上された。新築・移転事業は京都府教育委員会と文部省にも認められて国庫補助金交付の見通しが得られ、土地も取得できたため、1982年9月6日の臨時市議会で工事請負契約（13億8500万円）の締結が可決、着工の運びとなった。新校地は1983年9月から使用開始し、敷地面積は27,567㎡（普通教室33、障害児学級の教室2、特別教室14など）と旧校地の約1.8倍となり防災性も向上した。男山中学校の移転に伴い、旧校地は1984年から馬場市民公園として使用されている。校舎や体育館があった北側も建物が取り壊されてグラウンドとなっており、A面とB面が確保されている。長らく土のグラウンドであったが、2010年夏に北側の4500㎡が芝生化された

### 平成以降
1990年代以降、生徒数は減少傾向であり、2000年代後半には生徒数が400人（14学級）程度となっている。食育に対する関心の高まりなどを受けて、2007年（試行は2006年）から業者の弁当を注文できる「昼食サポート制度」（1食400円）が実施されている。しかし昼食をコンビニで買う生徒は全体で5％（2008年）にもかかわらず利用率は市立中学校全体で1％未満にとどまり、今後の給食導入の検討も含めて課題となっている。
2010年には普通教室にエアコンの設置が完了し、教育環境の充実が図られた。この事業は市立中学校に通う保護者らの強い要望により、全市立中学校に行われたもので、明田市長（当時）は「教室にクーラーがあるのが当たり前の時代になった。」と述べた。

### 年表
- 1947年5月 - 八幡町立八幡中学校（八幡小学校内）、有智郷村都々城村組合立有都中学校（有智郷小学校内）開校[5]
- 1949年4月 - 八幡町立八幡中学校と2村組合立有都中学校を統合し、1町2村組合立男山中学校、同組合立男山中学校有都分教場へ改称
- 1950年3月 - 同組合立男山中学校有都分教場閉校
- 1950年4月 - 独立校舎・校地（現在の馬場市民公園）に新築・移転
- 1953年9月 - 台風13号により、膝上まで浸水（休校措置がとられる）[58]
- 1954年10月 - 1町2村の合併による新制八幡町誕生に伴い、八幡町立男山中学校へ改称
- 1957年6月 - 校歌を町民に募集[59]
- 1957年秋 - 八幡町教育委員会、八幡町社会福祉協議会などにより、「長欠生徒対策委員会」が設立
- 1958年6月 - 体育館（講堂）竣工[17]
- 1959年5月 - 二部授業（夜間中学校）開始[17][18][60]
- 1959年8月 - 8月13日の豪雨により浸水[61]
- 1960年4月 - 二部授業（夜間中学校）を週5日制へ移行
- 1961年3月 - 夜間中学校卒業者2名に（夜間中学校の）卒業証書を授与
- 1961年6月 - 梅雨前線豪雨により、西側の斜面でがけ崩れ発生（6月29日早朝）[47]
- 1961年9月 - 第2室戸台風により、校舎等が被害を受ける[62]
- 1962年2月 - 校舎改築第1期工事（鉄筋コンクリート2階建て6教室）竣工[17]
- 1962年9月 - 極楽寺事件発生
- 1963年1月 - 京都府南労働基準監督署が夜間中学生の労働を摘発し、4人が解雇となる[63]
- 1963年3月 - 夜間中学校卒業者に昼間と同一の卒業証書を授与[22]
- 1963年4月 - 二人教頭制を導入[25]
- 1963年 - 極楽寺に夜間学級を設置[注 7]。同盟休校事件発生[注 8]
- 1964年5月 - 二部授業（夜間中学校）を廃止。翌日（6月1日）より補習科（午前8時～11時半）に移行[17][63]
- 1964年11月 - 校舎改築第2期工事竣工[17]
- 1965年5月 - 補習科を廃止[63][64]（5月30日）
- 1965年6月 - 校内に促進学級を設置[64][注 9]
- 1966年3月 - 校舎改築第3期工事（特別教室4）竣工[17]
- 1966年4月 - 教科書の無償給付開始[40]
- 1967年3月 - 校舎改築第4期工事竣工（全ての校舎の鉄筋コンクリート化が完了）[17]
- 1967年 - 校内にて補習を開始
- 1968年9月 - 男山中学校事件発生[注 10]
- 1968年11月 - 校内で行われていた補習を隣保館に変更
- 1969年4月 - 促進学級を廃止（3月）し、学習相談室を設置[注 11][65][66]
- 1972年4月 - 八幡町立男山第二中学校を分離・新設
- 1972年7月 - 昭和47年7月豪雨によりグラウンド西側の斜面で土砂崩れが発生[48]
- 1973年3月 - 学習相談室を廃止（地域補習のみとなった）[43]
- 1975年4月 - 八幡町立男山第三中学校新設により、八幡町立橋本小学校の校区を分離
- 1977年4月 - 地域補習を廃止（3月）し、校内で補充学習を開始[67]
- 1977年11月 - 綴喜郡八幡町の市制施行により、八幡市立男山中学校に改称
- 1980年9月 - グラウンドの南側・東側130mに防球ネットを設置[68][69]
- 1983年9月 - 現在地に新築・移転[17][5]
- 1985年10月 - 職員室にコンピューターを配置（南山城地域初）[70]
- 1990年3月 - LL教室新設[71][5]
- 1992年10月 - コンピューター教室新設[72][5]
- 1996年 - モンゴル第93学校の生徒十数人が来校[73]
- 1998年 - サイパン・パプアニューギニアの生徒との交流を開始[73]
- 2001年 - コンピューター教室の機器を更新
- 2002年 - 校内LANを整備。教室に壁掛け型扇風機を設置[74]
- 2004年4月 - 2学期制を導入（男山第三中学校に続き、市立中学校で2校目）
- 2004年7月 - 「敷地内（校内）全面禁煙」を実施開始[75]
- 2006年 - 「読み書き計算モジュール学習」を開始
- 2008年 - 特別教室（保健室、図書室、音楽室、家庭科室）にエアコンを設置[76]
- 2008年8月 - 学校支援地域本部を設置[77]
- 2010年7月 - 普通教室にエアコンを設置[55][56]。太陽光発電設備設置[56][78]

## 教育目標
- 「自分を大切に 他人を大切に」する生徒の育成

## 部活動

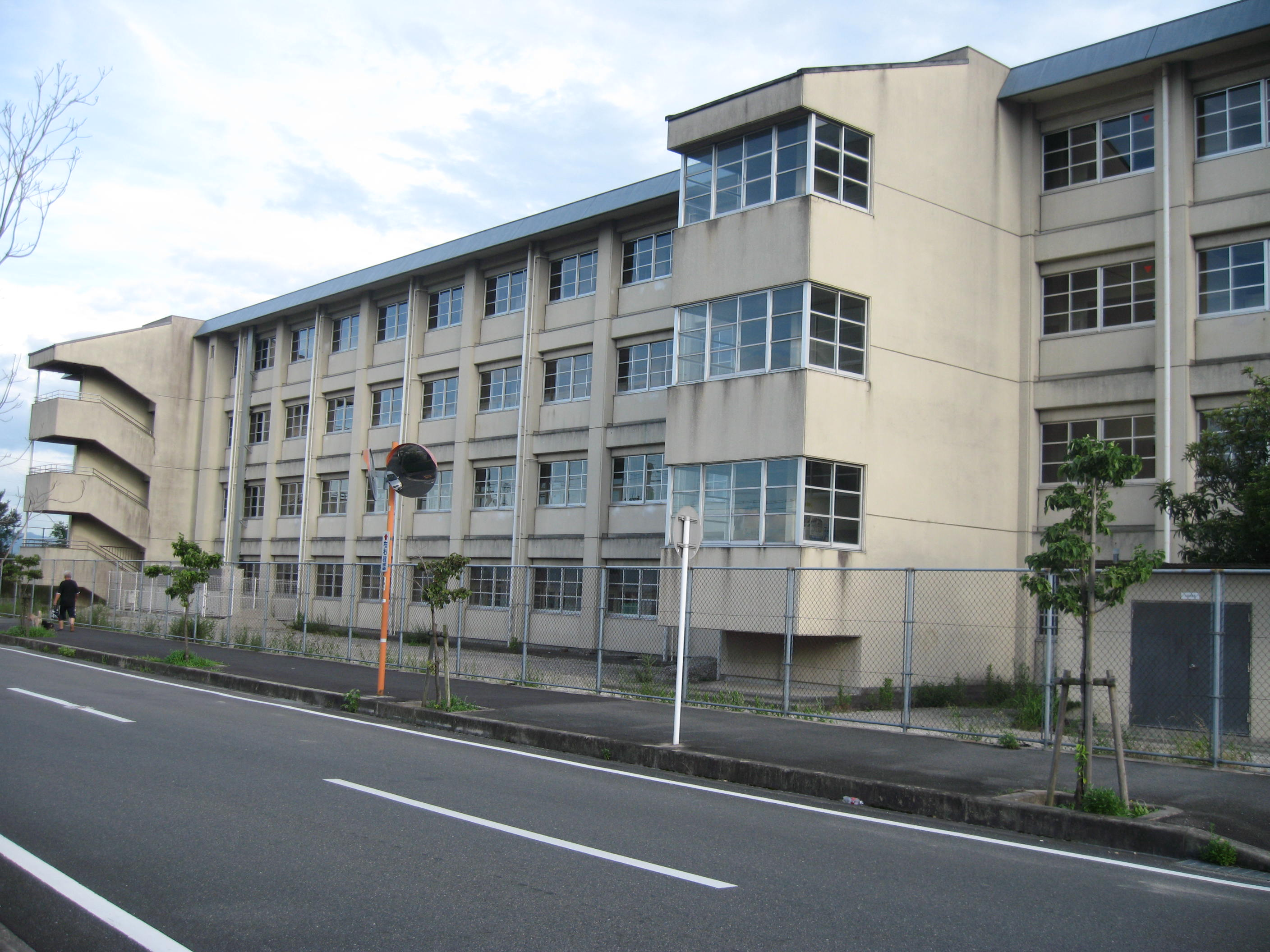
男山中学校を北側から撮影した画像

2016年度の部活動一覧である。
体育系
- 陸上競技部
- サッカー部
- 野球部
- 男子ソフトテニス部
- 女子ソフトテニス部
- バドミントン部
- 卓球部
- 男子バスケットボール部
- 女子バスケットボール部
- 女子バレーボール部

文化系
- クラフト部
- 吹奏楽部
- 科学部

## 校区
八幡市では公立学校選択制が導入されていないため、この2校の小学校区在住の場合、市立中学校への進学は原則男山中学校となる。
- 八幡市立八幡小学校（全域）
- 八幡市立中央小学校（全域）

## 主な指定研究
- 研究開発学校（シティズンシップ教育・モジュール学習）（2008-2010年度・文部科学省）
- 学校支援地域本部事業（2008-2010年度・文部科学省）
- 学習習慣確立支援事業「まなびアドバイザーの配置」（2010年度・京都府教育委員会）
- 少人数学級編制による指導方法の改善に関する研究（2010年度・京都府教育委員会）
- 特別支援教育充実実践事業に係る研究実践校（2010年度・京都府教育委員会）

## 学校の周辺

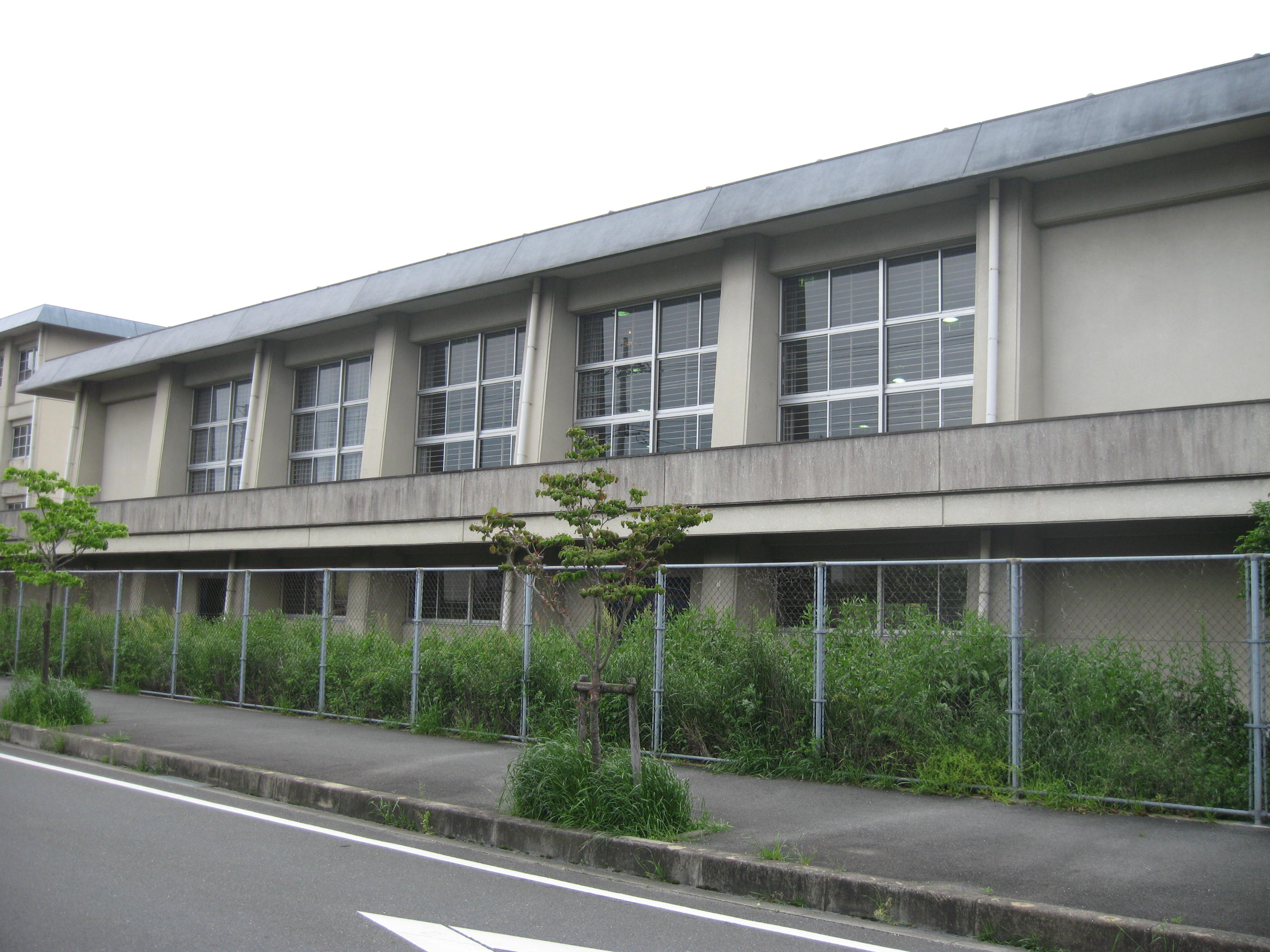
体育館（北側から撮影）

周辺施設
- 八幡市役所
- 八幡文化センター
- 山城八幡郵便局
- 京都府警察 八幡警察署
- 医療法人社団医聖会八幡中央病院
- 八幡市立中央小学校

周辺道路
- 京都府道735号長尾八幡線

## 交通アクセス
- 鉄道利用
  - 京阪本線 石清水八幡宮駅下車
- バス利用
  - 京阪バス「おさだ」バス停下車

## 主な出身者
- 菱田嘉明（元八幡市長、元京都府議会議員、元衆議院議員）

## 校区が隣接している学校
- 八幡市立男山東中学校
- 八幡市立男山第二中学校
- 八幡市立男山第三中学校
- 大山崎町立大山崎中学校
- 京都市立大淀中学校